# Asley González
Pour les articles homonymes, voir González.
Asley González Montero est un judoka cubain né le 5 septembre 1989 à Caibarién. Il est vice-champion olympique des poids-moyens (-90 kg).

## Palmarès

### Jeux olympiques
- Jeux olympiques de 2012 à Londres (Royaume-Uni) :
  -  Médaille d'argent en moins de 90 kg (poids moyens)[1].

### Championnats du monde
- Championnats du monde de 2013 à Rio de Janeiro (Brésil) :
  -  Médaille d'or en moins de 90 kg (poids moyens)[2].

- Championnats du monde de 2011 à Paris (France) :
  -  Médaille de bronze en moins de 90 kg (poids moyens)